# Parion
Parion (en grec ancien : Πάριον), aujourd'hui Kemer en Turquie, est une cité grecque de Mysie située sur l'Hellespont, entre Lampsaque et Priapos.
Fondée par des colons d'Érétrie et de Paros, la cité est renommée pour son sanctuaire d'Éros, qui abrite notamment une statue de Praxitèle représentant le dieu ailé. Elle possède également un oracle d'Apollon transporté depuis la cité voisine d'Adrastéia, pour lequel l'architecte Hermocréon érige, à l'époque hellénistique un autel remarquable à la fois par sa taille — il est long d'un stade — et par sa beauté.
À l'époque d'Auguste, la cité devient colonie romaine.
La Vie de saint Onésiphore atteste l'existence d'une communauté chrétienne à Parion dès la fin du IIe siècle. La ville  est un évêché suffragant de Cyzique avant de devenir, au VIIe siècle, un archevêché autocéphale puis, sous Andronic II Paléologue, un siège métropolitain, finalement supprimé en 1354.